# Supercoppa del Belgio 2010
La Supercoppa del Belgio 2010 (in francese Supercoupe de Belgique, in fiammingo Belgische Supercup) è la 31ª edizione della Supercoppa del Belgio di calcio.
La partita fu disputata dal Anderlecht, vincitore del campionato, e dal Gent, vincitore della coppa nazionale.
L'incontro si giocò il 23 luglio 2010 e fu vinto dal Anderlecht, al suo nono titolo.

## Tabellino
| Arbitro: | Johan Verbist |

|             |           |  |
| Kouyaté 30’ | Marcatori |  |